# نيشان الأسد الذهبي لآل ناساو
نيشان الأسد الذهبي لآل ناساو (بالفرنسية: Ordre du Lion d'Or de la Maison de Nassau)‏، (بالهولندية: Huisorde van de Gouden Leeuw van Nassau)‏ هو نظام شجاع يتقاسمه فرعا منزل ناسو (خطوط أوتونيان والراميان الأكبر).
في سياق خط والراميان الأكبر، هذا الترتيب هو أعلى ترتيب وطني لوكسمبورغ ويتم منحه من قبل دوق لوكسمبورغ الأكبر. قد تُمنح إلى الملوك وأمراء المنازل ذات السيادة ورؤساء الدول مقابل الخدمة الجديرة بالتقدير إلى لوكسمبورغ والدوق الأكبر.
في سياق خط أوتونيان الأصغر، هذا الأمر هو أمر منزل (ترتيب سلالة) من البيت الملكي الهولندي في عائلة أوراني - ناساو ويمنحه ملك هولندا كهدية شخصية. في هذه الحالة، يُمنح الشرف للشخص الذي قدم خدمة خاصة إلى البيت الملكي.

## تاريخ

### 1858 – 1892
تأسس الأمر بمرسوم ملكي كبير في 31 مارس 1858 من قبل الملك الأكبر دوق ويليام الثالث. كان من المقرر تقاسم سيادة الأمر بين فرعي منزل ناسو، بموجب اتفاقية بين ويليام الثالث، ملك هولندا ودوق لوكسمبورغ الأكبر، وأدولف، دوق ناسو ودوق لوكسمبورغ الأكبر في المستقبل. تضمن الترتيب في الأصل درجة واحدة فقط (أي نايت)، ولكن تم رفعه إلى أربعة على يد ويليام الثالث في عام 1873:
1. جراند كروس
2. ضابط كبير
3. ضابط
4. فارس

تم تقديم رتبة قائد إضافية (بين الضابط الأكبر والضابط) في عام 1882.
لم يتم تأكيد أي من التغييرات التي أجراها ويليام الثالث من قبل ادولف، الذي كان من المفترض مشاركة الطلب معه، ورفض ادولف منح أي من الدرجات الجديدة. عندما توفي ويليام الثالث دون وريث ذكر، انتقلت دوقية لوكسمبورغ الكبرى إلى أدولف، وفقًا لما نص عليه ميثاق عائلة ناسو.

### 1892 – الحاضر
بعد ذلك بعامين، في عام 1892، ألغى ادولف الدرجات التي أنشأها ويليام الثالث من جانب واحد، وحتى يومنا هذا، حافظ النظام على درجة واحدة فقط، أي درجة فارس. في عام 1905، اتفق أدولف مع الملكة فيلهلمينا ملكة هولندا على تقاسم السيادة مرة أخرى بين الفرعين الحاكمين في آل ناسو.
في الوقت الحاضر، يعد الملك الهولندي ويليم ألكسندر ودوق لوكسمبورغ الأكبر هنري أسيادًا مشتركين في وسام أسد ناسو الذهبي.
يُمنح الطلب فقط في مناسبات نادرة في هولندا أو لوكسمبورغ. على سبيل المثال، صنعت ملكة هولندا وزيري الخارجية الهولنديين السابقين ماكس فان دير ستويل وبيتر كويجمان فرسان من هذا النظام. في عام 1999، جعل السيدان الكبيران رئيس جنوب إفريقيا نيلسون مانديلا فارسًا خلال زيارته الرسمية لهولندا (انظر جوائز نيلسون مانديلا).

## شارة
يرتدي الفارس شارة الأمر على وشاح على الكتف الأيمن، واللوحة (نجمة الصدر) الخاصة بالترتيب على الصدر الأيسر.
- شارة الطلب عبارة عن صليب مالطي ذهبي مطلي بالمينا البيضاء، مع حرف واحد فقط ذهبي "N" بين ذراعي الصليب. القرص المركزي المقابل مطلي بالمينا الزرقاء، ويحمل الأسد الذهبي لمنزل ناسو. القرص المركزي العكسي مطلي أيضًا بالمينا باللون الأزرق، مع شعار Je Maintenanceiendrai (سأحافظ عليه) باللون الذهبي.
- اللوحة عبارة عن نجمة ذات ثمانية رؤوس بأشعة فضية مستقيمة؛ يظهر الوجه نفسه لشارة النظام في وسطه، محاطًا بشعار Je Maintenanceiendrai (سأحافظ على) بأحرف ذهبية على المينا الأبيض.
- شريط وشاح النظام تموج في النسيج الأصفر البرتقالي مع شريط أزرق صغير عند كل حافة.

## معايير الجائزة

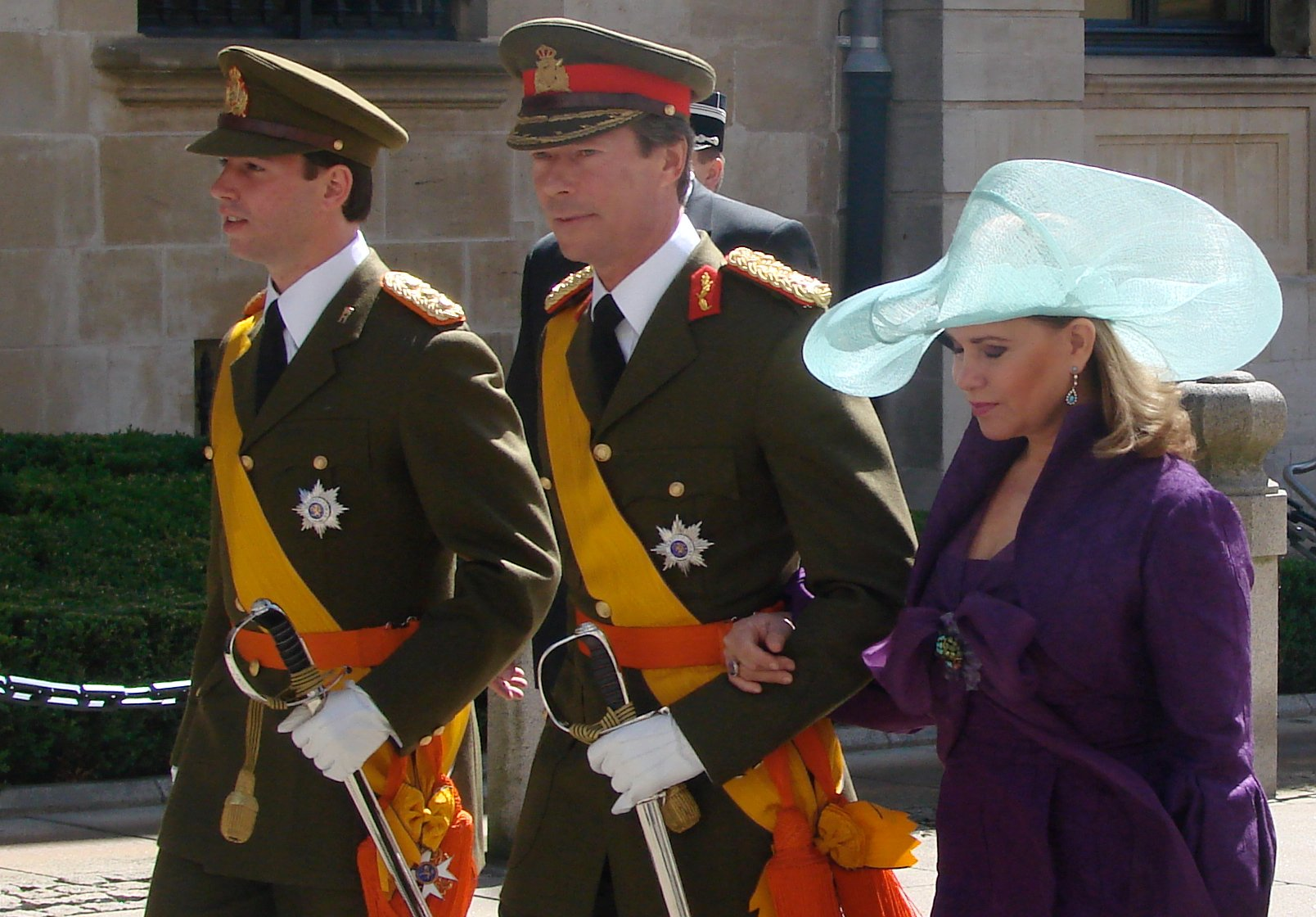
يرتدي كل من دوق لوكسمبورغ الأكبر الوراثي والدوق الأكبر شارة النظام. ويرافقهم الدوقة الكبرى ماريا تيريزا من لوكسمبورغ.

«أوسمة فخرية لدوقية لكسمبرغ الكبرى»:
يمكن منح وسام الأسد الذهبي لعائلة ناسو للملوك وأمراء المنازل ذات السيادة، وفي الوقت الحاضر أيضًا لرؤساء الدول، لخدمة جدارة للدوق الأكبر وللبلد. يتم تسليم الشارة بواسطة الدوق الأكبر أو ممثله الرسمي المعين بشكل خاص. يُمنح البريفيه بالاتفاق مع رئيس الفرع الأوتوني لمنزل ناسو (هولندا).

### أمراء وأميرات بيت ناسو
الأمراء الذين هم أبناء أو إخوة رؤساء صفين من بيت ناسو يولدون فرسان من الرهبنة.  في عام 1984، أبرمت الملكة بياتريكس والدوق الأكبر جان اتفاقًا يسمح بدخول الأميرات (بنات رؤساء الصفين في منزل ناسو) عندما يبلغن سن الرشد (18).
في 16 فبراير 2009، تلقت الأميرة الكسندرا أميرة لوكسمبورغ الطلب في عيد ميلادها الثامن عشر. الآن بعد أن أصبح ملك هولندا ويليم ألكساندر رئيسًا للفرع الهولندي، يحق أيضًا لبناته كاثرينا-أماليا، أميرة أورانج، والأميرة ألكسيا من هولندا والأميرة أريان أميرة هولندا استلام الطلب في عيد ميلادهم الثامن عشر.